# 斯氏棒花魚
斯氏棒花魚為輻鰭魚綱鯉形目鯉科棒花鱼属的其中一種，該物種於1973年由Petre Mihai Bănărescu和Teodor T. Nalbant描述，分布於亞洲朝鮮半島，棲息在中底層水域。

## 扩展阅读
維基物種上的相關：斯氏棒花魚